# Hiba Qadir
Hiba Qadir, más conocida como Hiba Bukhari, es una actriz paquistaní.  Es conocida por su papel de Seemal en Thori Si Wafa (2017), por el que ganó el premio Hum a la mejor actriz de telenovela.
También ha desempeñado papeles en Deewangi (2019), Fitoor (2021), Inteha e Ishq (2021), Meray Humnasheen (2022),  Tere Ishq Ke Naam (2023), Radd (2024) y Jaan Nisar. (2024).

## Primeros años y personal
Hiba nació en Karachi en una familia sindhi. Obtuvo su licenciatura en el Jinnah Government College en Nazimabad. Hiba se casó con el co-actor de Bholi Bano e Inteha e Ishq, Arez Ahmed. Más tarde se casaron en una ceremonia privada de Nikah celebrada el 7 de enero de 2022.  El 30 de septiembre de 2024, Bukhari y Ahmed anunciaron su embarazo a través de las redes sociales.  El 28 de diciembre de 2024, la pareja anunció el nacimiento de su hija en las redes sociales, a la que llamaron Aynur.